# Quickborn-Heide
Quickborn-Heide ist ein Ortsteil der Gemeinde Quickborn im Kreis Pinneberg in Schleswig-Holstein.

## Geographie
Der Ortsteil liegt etwa 25 Kilometer nordwestlich von Hamburgs Zentrum,  überwiegend östlich der Bundesautobahn 7. Der westlich gelegene Teil heißt Heide-Halenberg.
Die Nahverkehrsanbindung erfolgt über Buslinien des Hamburger Verkehrsverbundes und die Bahnlinien A1 und A2 der AKN. Haltestellen sind Meeschensee und Quickborner Straße an der Linie A2 und Tanneneck an der Linie A1. Von der Haltestelle Haslohfurth (Linie A2) wurde der Ortsteil beim Bau der K113 durch fehlende Querungsmöglichkeit abgeschnitten. Die Besiedlung ist meist geprägt von Einfamilienhäusern, Doppelhäusern und kleineren Wohneinheiten. Der Charakter des Ortsteils als grüne Gartenstadt mit verkehrsnaher Anbindung zur Autobahn und zum Hamburger Flughafen ist sehr beliebt.

## Geschichte

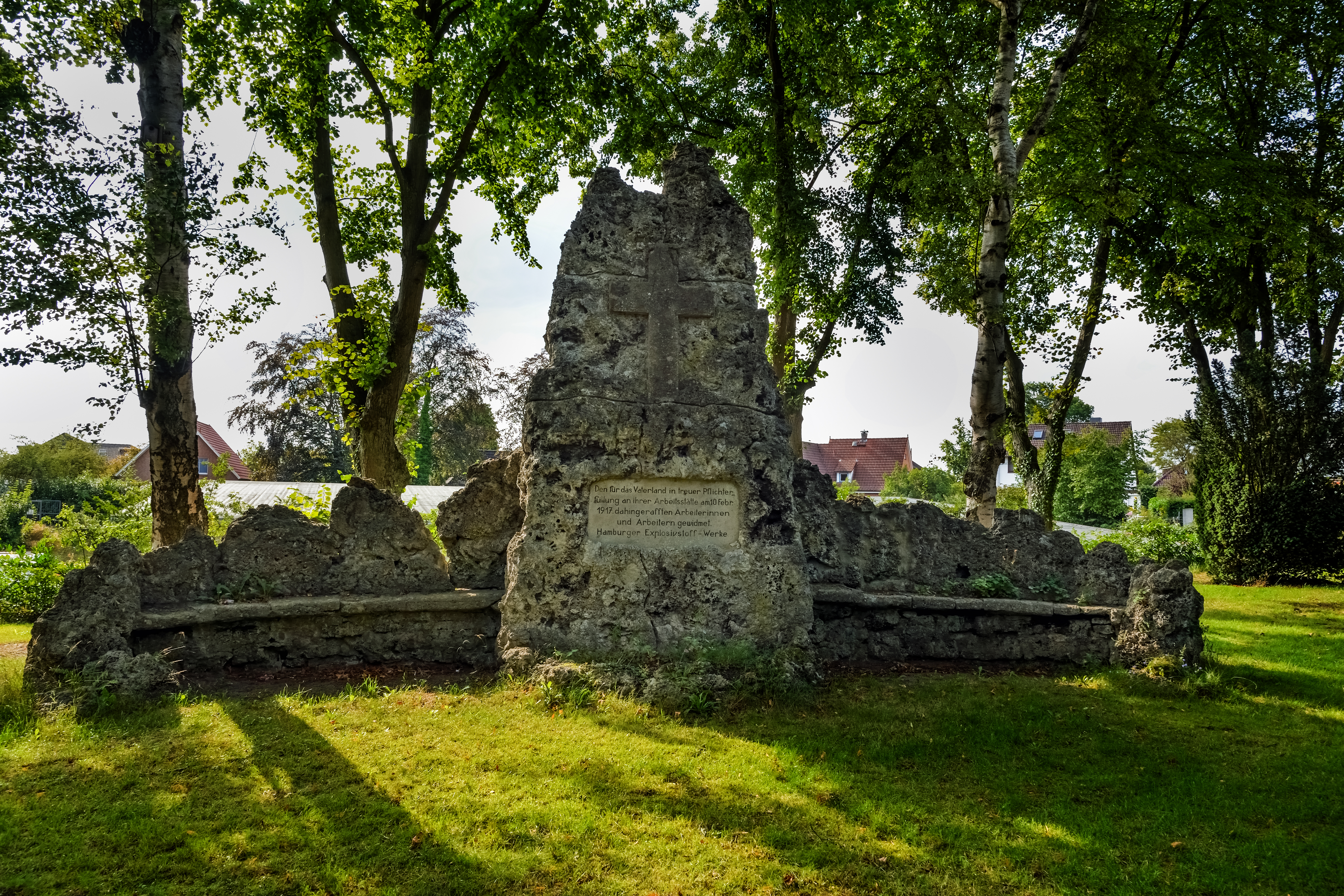
Denkmal auf dem Nordfriedhof für die Opfer der Explosion

Im Jahre 1891 wurde von Thorn in der Quickborner Heide die erste Spiralit-Fabrik gebaut. Diese beschäftigte 20 bis 25 Arbeiter und stellte Jagd- und Exerziermunition her. Die Fabrik wurde 1910 geschlossen. Ab 1892 wurde von Thorn eine Fabrik für Sprengstoffe und Pulver angelegt, die im Ersten Weltkrieg eine schwunghafte Nachfrage verzeichnen konnte.
1904 kamen die Hamburger Explosivstoffwerke Glückauf und in den Jahren 1914 bis 1916 die Norddeutsche Sprengstoffwerke A.G. in diesem Gebiet hinzu. Am 10. Februar 1917 ereignete sich im Explosivstoffwerk Thorn eine folgenschwere Explosionskatastrophe, die eine mehrere hundert Meter weitreichende Kettenreaktion auslöste und bei der mindestens 115 überwiegend junge Arbeiterinnen starben.
Nach dem Ersten Weltkrieg verkauften einige Bauern in der Heide ihren unfruchtbaren Boden. Hamburger Makler kauften den Grund und die Reste der Thorn GmbH und boten diesen als günstiges Bauland an. Offiziell wurde von Wochenendgrundstücken gesprochen – es entstand allmählich ein neues Siedlungsgebiet. Wegen des starken Wachstums wuchs die Quickborner Heide nicht zu einem Ortsteil mit eigenen Versorgungseinrichtungen und einem Zentrum zusammen. 1951 wurde die Waldschule eingeweiht und trug zur Integration des Gebietes bei.
Im Jahre 1981 entstand die EFA 81, die Einfamilienhaus-Ausstellung mit 80 verschiedenen Haustypen in konventioneller Bauweise, die die Urzelle der heutigen modernen Bebauung darstellt. Seitdem sind viele neue Wohnhäuser in der Heide gebaut worden. Im Jahr 2000 wurde im angrenzenden Gewerbegebiet Nord am Halenberg ein großes, standortnahes Einkaufszentrum eröffnet.

## Bildung
Für die frühkindliche Entwicklung gibt es zwei Kindertagesstätten in unmittelbarer Nähe der Wohngebiete. Die Zwergenvilla ist ein von der AWO geführter Kindergarten mit vielfältigen Angeboten für Kinder im Alter von 1–10 Jahren. Dieser liegt im "alten" Teil von Quickborn-Heide neben dem Gelände der ehemaligen Munitionsfabrik und in unmittelbarer Nähe von Pferde- und Ponykoppeln. Die Wilde 13 ist die Kindertagesstätte der Johanniter, die Plätze für Kinder ab 0,6 – 14 Jahren anbieten. Diese Kita befindet sich direkt im "neuen" Neubaugebiet, in dem zusätzliche vielfältige Angebote für Kinder sind. In der Nähe beginnt der Staatsforst Rantzau (heute: Schleswig-Holsteinische Landesforsten). Beide Kindergärten nutzen diese Anlage.
Für die Schulanfänger bieten beide Kindergärten in der Übergangszeit betreute Schulgänge für die Grundschule "Waldschule" an. Die Waldschule hat vier Klassenstufen und eine räumlich angeschlossenen Betreuungsschule. Die weiterführenden Schulen liegen in Quickborn-Ort und sind ohne Probleme mit dem Bus zu erreichen. Sportliche Schüler nutzen im Sommer gerne auch das Fahrrad, um in die Schulen in Quickborn Ort zu kommen.

## Kirche
In Quickborn-Heide gibt es die Martin-Luther Kirchengemeinde. Die kleine Kirchengemeinde bietet außer Gottesdiensten auch Konfirmanden-Unterricht an. Zu den regelmäßigen Feierlichkeiten im Jahr (wie dem beliebten Sommerfest oder der St.-Martin Umzug) finden sich viele Quickborn-Heider und ihre Familien ein.

## Wirtschaft
Obwohl der Ort nur ca. 5.852 Einwohner (Stand 2007 Stadtentwicklungskonzept) hat, sind zwei großzügige Gewerbegebiete angrenzend: Halenberg und das Gewerbegebiet Nord. Der Halenberg mit modernen Gebäuden und Nahversorgungs-Center weitet sich weiter aus. Eine kleine Auswahl an Unternehmen: Oestmann Söhne GmbH, Schlosserei und Schweißerei, MAN Nutzfahrzeuge AG, Instandhaltung, Reparatur und Verkauf von Kraftwagen, Winterholt & Hering GmbH, Großhandel mit Maschinen, Ausrüstung und Zubehör, Hansewerk, IGS Schreier (Logistik), Korthals Schneid-Erodiertechnik, Famila Handelsgesellschaft und viele andere.
Das alte Industriegebiet (Gewerbegebiet Ost) im Kreuz der Zeppelinstraße (Zeppelin GmbH), Ulzburger Landstraße (Oswald Kartonagen) und Th.-Storm-Straße spielt keine große Rolle mehr. Die Zeppelin Baumaschinen GmbH hat das von ihrem Namen geprägte Gebiet bereits 2002 verlassen. Gegenüber dem alten Industrie-Grundstück findet sich seit 2004 ein Fachgeschäft für Gartenbedarf (Nordlädchen.de), eine Praxis für Physiotherapie (Heinemann), Zahnärzte und einige kleinere Firmen für Immobilien, Partyservice (WOK) und Versandhändler für Massivholzmöbel (Yadros). Die Nähe der A7 und die Nutzung auch als Gewerbegebiet (B-Plan) macht dieses Gebiet zusätzlich attraktiv.